# 중화민국 공군사령부
국방부 공군사령부(중국어 정체자: 國防部空軍司令部, 영어: Air Force Command Headquarters, MND)는 중화민국 공군의 최고위사령부이다. 사령부 본부는 현재 타이완성 타이베이시 중산구 베이안로 387호에 있다.

## 역사

### 대륙 시기
1923년 3월 1일, 쑨얏센이 광저우 다샤토우(현재의 광저우시 하이주구 방직로(紡織路) 둥샤거리(東沙街))에서 대원수부 산하에 항공국을 설립하였다. 이듬해 1924년에 광둥 항공학교(廣東航空學校, 광동 항공학교, 초기 이름은 廣東軍事學校, 광동군사학교)를 설립하였다.
1925년 7월, 대원수부에서 국민정부 군사위원회 산하로 이전되었다.
1926년 7월 국민혁명군 총사령부 산하로 이전하고 항공처로 승격되었다.
1927년 8월, 국민정부 군사위원회로 이전되었다.
1928년 11월, 국민정부 군정부로 이전하고 항공서가 승격되었다.
1931년, 항저우로 이사하였다.
1933년 8월, 다시 국민정부 군사위원회로 이전되었다.
1934년 3월, 항공서는 난창으로 이사하고, 5월에 항공위원회로 승격되었다.
1946년, 중화민국 국방부가 설립되고 공군총사령부로 비부서 기관이 되었다.

### 국부천대 이후
1949년, 제2차 국공 내전이 중화민국 국군의 패배로 확정됨에 따라 국부천대에 따라 중국 대륙에서 대만으로 건너가, 타이베이시 다안구 레나이로와 지앙궈로의 교차로에 있는 옛 대만총독부 공업연구소에 사령부를 설치하였다.
2005년 1월 1일, 國防部組織法, 국방부 조직법의 개정으로 국방부 공군총사령부로 개명되었다.
2006년 2월 15일, 국방부 공군사령부로 개명되었다.
2012년 10월 5일, 타이베이 중산구 베이안로에 있는 다지 군영(忠勇營區, 충용영구)으로 이사하였다.

## 구조

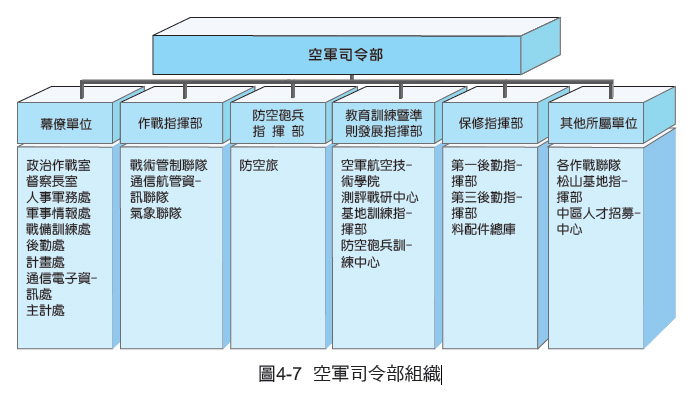
공군사령부 조직구조도

### 지휘부
- 사령 1명 2급 상장
- 부사령 2명 중장
- 참모장 1명 중장
- 부참모장 2명 소장
- 사령부 사관독도장 1명 사관장

### 현재
| - 정치작전실 (주임 1명 중장、부주임 1명 소장) - 검찰장실 (검찰장 1명 소장) - 인사군무처 (처장 1명 소장) - 군사정보처 (처장 1명 상교) - 전비훈련처 (처장 1명 소장) - 후근처 (처장 1명 소장) - 계획처 (처장 1명 소장) - 통신전자자통처 (처장 1명 소장) - 주계처 (처장 1명 상교) - 공군의장중대(儀隊連) | - 공군군관학교 (교장 소장) - 공군항공과학기술연구발전센터 - 測評戰研隊, 측평전구대→평가연구팀 - 쑹산 기지 지휘부 - 각 작전연대 - 중구인재모집원 |

### 1946년 6월
| - 자문(咨议, 자의)실 - 감찰(督察, 독찰)실 - 비서실 - 통계(统计, 총계)실 - 제1서 - 인사정책처 - 인사업무처 - 제2서 - 전투정보처 - 사진(照相, 조상)정보처 - 방첩(反정보)처 - 기술技术정보처 - 정보훈련처 - 제3서 - 작전처 - 훈련처 - 비행안전처 - 방공처 - 제4서 - 기술보급처 - 일반보급처 - 항공기정비(飞机, 비기)(修护, 수호)처 - 매상(征购, 정구)처 - 교통처 - 제5서 - 작전계획실 - 조직계획실 - 훈련계획실 - 공업계획실 - 의무처 - 재무처 - 군법처 - 기상처 - 통신처 - 공정처 - 병기(军械, 군계)처 - 총무처 - 부관처 - 보도(新闻, 신문)처 | - 제1군구 - 선양 - 제2군구 - 베이핑 - 제3군구 - 시안 - 제4군구 - 충칭 - 제5군구 - 항커우 |

## 기록

### 소속
1. 중화민국 대원수부; 1923년 3월 1일
2. 국민정부 군사위원회; 1925년 7월; 1927년 8월; 1933년 8월
3. 국민혁명군 총사령부; 1926년 7월
4. 국민정부 군정부; 1928년 11월
5. 중화민국 국방부; 1946년

### 계보
- 1923년 3월 1일, 航空局, 항공국
- 1926년 7월, 航空處, 항공처
- 1928년 11월, 航空署, 항공서
- 1934년 5월, 航空委員會, 항공위원회
- 1946년 11월, 空軍總司令部, 공군총사령부
- 2005년 1월 1일, 國防部空軍總司令部, 국방부 공군총사령부
- 2006년 2월 15일, 國防部空軍司令部, 국방부 공군사령부

## 같이 보기
- 중화민국 육군사령부
- 중화민국 해군사령부

## 참고
1. ↑  “組織職掌”. 《中華民國空軍》 (중국어 정체). 2024년 3월 5일. 2024년 5월 27일에 확인함.